# Patrick Alavi
Patrick Alavi (* 1982 in Frechen) ist ein deutscher Musiker, Labelgründer und DJ, der eine Mischung aus den Musikgenres Funk und House produziert.

## Leben und Karriere
Im Jahr 1996 veröffentlichte Alavi seine erste EP als DJ Alavi auf Sonic House, einem Sublabel des deutschen Technolabels Atomic Silence. Im Jahr 2001 wurde er von Bad Boy Bill für seine Labels Moody Recordings und International House Records unter Vertrag genommen. Im selben Jahr veröffentlichte er zwei EPs auf dem französischen Label Vertigo.
Im Jahr 2004 wurde Alavi von Kris Menace für zwei EPs für dessen Label Work It Baby unter Vertrag genommen. Der dort veröffentlichte Track Power wurde später erneut in Großbritannien auf dem Label Azuli Records herausgebracht. Der Track Come To Me erreichte Platz 3 in den britischen Buzz Charts. 2005 gründete Alavi sein eigenes Label Roxour, auf dem er unter anderem Musik von Benjamin Theves (Texas, später lizenziert an Kitsuné mit einem Remix von SebastiAn), Tepr (En Direct De La Côte, später lizenziert an Wall of Sound mit einem Remix von DatA) und Flairs veröffentlichte.
Im selben Jahr erreichte sein Stück The End Platz 1 der britischen Buzz Charts, präsentiert von Pete Tong auf dem Radiosender BBC Radio 1.
Im Jahr 2007 wurde sein Track unter dem Projektnamen Turbofunk auf dem britischen Plattenlabel Data Records (Ministry Of Sound) veröffentlicht und erreichte Platz 79 in den niederländischen Single-Charts und Platz 1 der britischen Buzz & Hype Charts.
Alavi veröffentlichte Remixe für unter anderem Gossip, Shinichi Osawa, Disco Boys und Laidback Luke. Seine Musik erschien auf Compilations von Ministry of Sound, Modular, Hed Kandi, Virgin, Universal Records, Kontor und anderen internationalen Labels.